# 谢翱
謝翱（1249年—1295年），字皋羽，號晞髮子，晚號宋累，原籍福建路长溪县（今福建省霞浦县松城街道万贤社区，一说为今福安市穆云乡咸福村人）。

## 生平
生於南宋末年。元兵南下時，文天祥在劍南州開府，謝翱率鄉兵數百人參加文天祥部隊，任諮議參軍。後因事在文天祥移兵龍巖時，離開了部隊。至元十九年十二月初九日（1283年1月9日），文天祥就義，謝翱悲不能禁，常暗中祭拜。今浙江富春山西臺留有“謝翱哭臺”。入元不仕，漫遊於浙東山水之間。
至元二十一年（1284年），杨琏真伽挖掘绍兴宋故六陵，將高宗、孝宗、光宗、宁宗、理宗、度宗六代帝王的骨骸运回杭州，埋於“镇南塔”，谢翱與唐钰、林景熙等人偽裝成乞丐，暗中取回骸骨，葬於兰亭附近的天童寺北坡。
至元二十三年與吳渭、吳思齊組織“月泉吟社”，其詩多寄寓對宋室淪亡的悲痛。至元二十五年夏，因浙东宋陵换遗骸事，遷居吴渭家中，教授吴渭之子，成立“汐社”。元贞元年（1295年）夏，至杭州，因病客死他乡。諡樂耕公。

## 关于籍贯的争议
谢翱本人晚年在公开场合多自称“粤人”或含糊其辞，而后其他史书与浙闽通志、州县地方志则一致认为其为福建人。:29今对谢翱的籍贯，大体有以下两种说法：

### 福安说
有人从吴子善《谢翱圹志》中载其父谢钥“十八都穆阳人，隐居不仕，以春秋学为妇翁缪正字烈所器重”推断谢翱属福安人，《大清一统志》因其说法；亦有《谢氏宗谱》记载了其在福安一系的家族。:25而黄寿祺等学者则认为其他地方志中载其为“长溪人”的原因为福安曾是长溪的一部分。

### 长溪（霞浦）说
谢翱于1290年结识的方凤所著的《谢君翱行状》里载其为长溪人，《宋史·谢翱传》等正史均因之。学者亦研究发现福安的《谢氏宗谱》与谢翱家族及身世多有不符之处，如其孙辈活跃在清朝，与谢翱本人的年代差距有四百年多。《福宁府志》虽无对谢翱本人的记载，但详细载有谢翱的住所在霞浦县的后街（今属松城街道），且福安建县于1245年，早于谢翱的出生四年，在宋尚未灭亡时谢翱明确向方凤等人表示过自己的籍贯是长溪，故霞浦县的学者基本上认为谢翱籍贯在霞浦县。:29-33

## 外部連結
- 清 徐沁 謝翱年譜（简体中文）
- 謝翱紀念館（简体中文）